# プロセッサ
情報技術におけるプロセッサ（英: processor）は、情報技術分野のデータを一定の手順に基づいて変換・演算・加工する機能を持った装置・ソフトウェア・システムの総称。プロセッサー、プロセサ、処理装置（しょりそうち、英: processing unit、プロセシング・ユニット）とも呼ばれる。
特定の用途に特化したプロセッサでは、用途を接頭語とした名称がしばしば付けられる。
他の分野でも一定の手順で処理する処理装置、処理機、加工業者などの意味を持つ英単語（用語）をプロセッサ (曖昧さ回避)と日本語の口語で言う。

## 分類
基本的な役割で2種。
- CPU（中央処理装置） -コンピュータで主要な役割を果たすプロセッサ（次のコプロセッサと対比されている分類）
- コプロセッサ - 上のCPUと対比されている分類であり、コンピュータ内部で補助的な役割を果たす特定用途に特化したプロセッサ。（下の表で挙げているFPUやGPUなどはコプロセッサである）[注釈 1]

下の表は機能（役割）別分類。その表の下には形態別分類も挙げておく。
プロセッサが複数の分類に属する事もある。例えばマイクロプロセッサは形態による分類ではマイクロプロセッサであり、コンピュータ内で主要なチップとして使われている場合は、機能（役割）による分類としてはCPUである。（ディスクリート回路形態で提供されるCPUと、集積回路化されて提供されるCPUがある）。
| 略称 | 名称                         | 機能（役割）                            | 用途                                                                                     | 特性 |
| ---- | ---------------------------- | --------------------------------------- | ---------------------------------------------------------------------------------------- | ---- |
| FPU  | 浮動小数点演算装置           | 浮動小数点数演算                        |                                                                                          |      |
| GPU  | グラフィックス処理装置       | 画像処理、あるいは並列処理全般（GPGPU） | 3DCGレンダリング、データ圧縮/展開、ディープラーニング、暗号資産のマイニング 等々         |      |
| DSP  | デジタルシグナルプロセッサ   | 信号処理                                | A/D変換（en:Analog-to-digital converter）、音響信号処理。電子楽器、デジタルカメラ 等々。 |      |
|      | アナログオーディオプロセッサ | アナログ音響信号処理                    | サラウンド音響、トーン･コントロール、バランスコントロール                                |      |
|      | ラスターイメージプロセッサ   | ラスター画像処理                        |                                                                                          |      |
|      | ネットワークプロセッサ       | ネットワークアプリケーション処理        |                                                                                          |      |
| PPU  | 物理演算ユニット             | 物理演算                                | コンピュータゲーム内の物理演算、衝突判定 等々                                            |      |
|      | 周辺装置用プロセッサ         | 入出力                                  |                                                                                          |      |
|      | データ通信プロセッサ         | 通信                                    |                                                                                          |      |

- その他、機能別の分類（ソフトウェアを含む）
  - ベクタープロセッサ: 数値計算をパイプライン方式で行う装置
  - ソフトプロセッサ（ソフトマイクロプロセッサ）
  - フロントエンドプロセッサ
  - プリプロセッサ / ポストプロセッサ（en:Post processor）
  - プログラミング言語プロセッサ
  - ワードプロセッサ

- 物理的なプロセッサの形態別の分類
  - マイクロプロセッサ: マイクロチップ上に実装されたCPU[5]
  - SoC　/ System-on-a-chip -  マイクロチップ上に実装されたCPU+システム要素
  - MPU  / マイクロコントローラ - マイクロチップ上に実装されたCPU+メモリ+I/O。省電力指向

- （マイクロプロセッサについて）命令語による分類
  - RISC - 固定長の少数の単純な命令語のみを備え、実行効率を向上させる設計（仕様）[6]。およびその設計のプロセッサ。
  - CISC - 複雑で高度な機能を持つ命令語をなるべくたくさん用意する設計（仕様）[7]。およびその設計のプロセッサ。（もともとマイクロプロセッサはすべてこの設計手法によるもので "当たり前" だったので呼び名も無かったが、RISCという設計手法が発明されてから従来の設計手法を呼ぶためにCISCという言葉を造語した。）

- その他、商品名など
  - SPU/音声処理装置 (sound processing unit; SPU): PlayStationの音源として、SPUという名称が使われていた
  - PPU/ピクチャープロセッシングユニット（英語版）: ファミリーコンピュータおよびスーパーファミコンにおける画像処理装置[8]
  - AMD Accelerated Processing Unit (AMD APU): CPUとGPUをオンダイで統合している。APUの名称自体はAMDによるマーケティング上の区分にすぎないが、インテルのGPU内蔵CPUと異なり、CPUとGPUのメモリ空間を統合している製品もある。